# Mogoșani
Mogoșani es una comuna ubicada en el distrito de Dâmbovița, Rumania.

## Superficie
Posee una superficie de 30,92 kilómetros cuadrados.

## Demografía
Hasta 2021 la población era de 4051 habitantes, con una densidad de población de 131,0 habitantes por kilómetro cuadrado.